# Wyeomyia labesba
Wyeomyia labesba är en tvåvingeart som beskrevs av Howard, Dyar och Frederick Knab 1913. Wyeomyia labesba ingår i släktet Wyeomyia och familjen stickmyggor.
Artens utbredningsområde är Panama. Inga underarter finns listade i Catalogue of Life.